# Armeense revolutie van 2018
De Armeense fluwelen revolutie van 2018 (in Armenië het meest bekend als #MerzhirSerzhin (Armeens: ՄերժիրՍերժին), wat "verwerp Serzh" betekent) was een reeks protesten tegen de regering in Armenië van april tot mei 2018, georganiseerd door verschillende politieke en maatschappelijke groeperingen onder leiding van een lid van het Armeense parlement Nikol Pashinyan (hoofd van de partij Burger Contract). Het motto was դուխով (dukhov), wat 'met moed' betekend. Aanvankelijk vonden protesten en marsen plaats als reactie op Serzh Sargsyan derde opeenvolgende ambtstermijn als de machtigste figuur in de regering van Armenië en later tegen de regering in het algemeen onder de Republikeinse Partij. Pashinyan verklaarde het een Fluwelen Revolutie (Armeens: Թավշյա հեղափոխություն T'avshya heghap'okhut'yun).
Op 22 april werd Pashinyan gearresteerd en 's nachts in eenzame opsluiting vastgehouden, en vervolgens op 23 april vrijgelaten, dezelfde dag dat Sargsyan ontslag nam en zei: "Ik had het mis, terwijl Nikol Pashinyan gelijk had". Sommigen noemen de gebeurtenis een vreedzame revolutie die lijkt op kleurenrevoluties in andere voormalige Sovjetstaten. Tegen de avond van 25 april had de coalitiepartner van de Republikeinse Partij, ARF-Dashnaktsutyun, zich uit de coalitie teruggetrokken.
Op 28 april hadden alle oppositiepartijen in het parlement van Armenië aangekondigd dat ze de kandidatuur van Pashinyan zouden steunen. Een stemming was gepland in de Nationale Vergadering voor 1 mei; om Pashiniyan tot premier te laten worden, waarvoor 53 stemmen nodig waren, zou hij de stemmen van ten minste zes leden van de Republikeinse Partij hebben moeten winnen. Pashinyan was de enige kandidaat die ter stemming werd voorgedragen. De Republikeinse Partij stemde echter unaniem tegen Pashinyan - 102 parlementsleden waren aanwezig, van wie 56 tegen zijn kandidatuur stemden en 45 ervoor. Een week later, op 8 mei, vond de tweede stemming plaats. Pashinyan werd met 59 stemmen tot premier gekozen.

## Voorafgaande situatie
In 2012–2017 waren de gerapporteerde niveaus van vertrouwen in de nationale overheid (25%) en vertrouwen in het gerechtelijk apparaat (29%) in Armenië lager dan in alle buurlanden.

## Benoeming van Sargsyan voor de post van premier
Demonstraties en protesten begonnen in maart 2018, toen leden van de Republikeinse Partij de optie om Serzj Sarkisian voor de post van premier te benoemen niet uitsloten. Dit betekende een voortzetting van het bewind van Sargsyan (als premier of president) sinds maart 2007. Hij had de grondwet in 2015 gewijzigd om termijnlimieten op te heffen die hem dit zouden hebben verhinderd.
Demonstranten hadden op 14 april gezworen het hoofdkwartier van de partij te blokkeren, waar de leiders zouden samenkomen om Serzh Sargsyan formeel tot premier te nomineren. De Republikeinse Partij hield haar bijeenkomst buiten de hoofdstad Jerevan en stemde unaniem om Serzh Sargsyan formeel voor te dragen voor het ambt van premier. De coalitiepartner Armeense Revolutionaire Federatie-Dashnaksutyun (ARF-D) steunde het besluit van de regerende Republikeinse Partij, net als het grootste deel van de oppositiepartij Welvarende Armenië Partij.

## Protesten

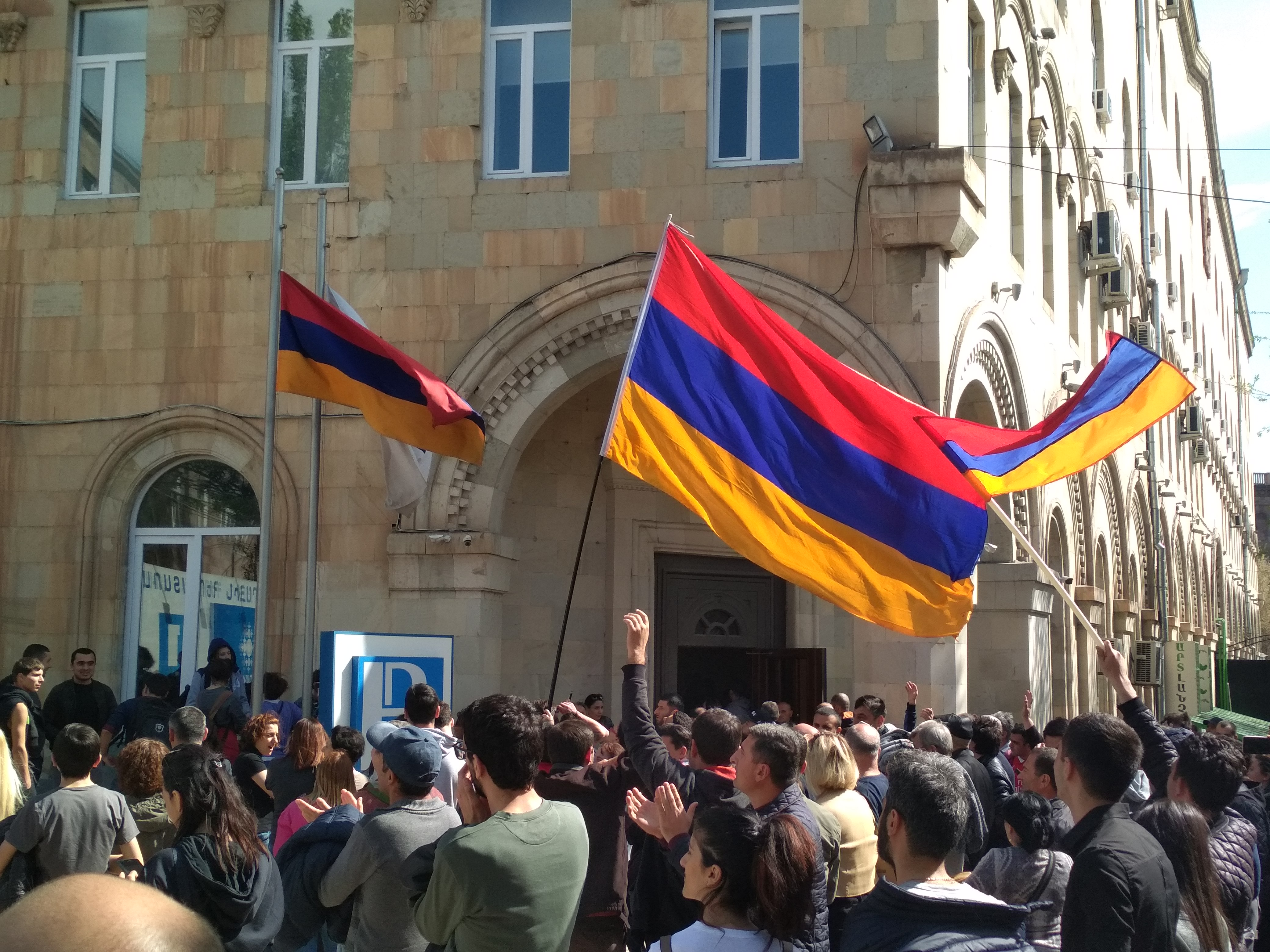
Protesten op 14 april 2018

Op 31 maart begon Nikol Pashinyan aan zijn (Իմ Քայլը Im Qayle) (Mijn stap) protestwandeling, beginnend in de stad Gjoemri, en liep door steden en dorpen zoals Vanadzor, Dilijan, Hrazdan en Abovyan, voordat hij uiteindelijk op 13 april Jerevan bereikte en een kleine bijeenkomst hield.
Ongeveer 100 demonstranten bleven een nacht op het Franse Plein na de eerste dag van de protesten, en een zelfde aantal deed hetzelfde op zaterdagavond. Sommigen sliepen in tenten, anderen verzamelden zich rond vuren. Vanaf zondagochtend had de Armeense politie geen enkele moeite gedaan om de demonstraties te verstoren.
Op maandag 16 april begon de campagne "Neem een stap, verwerp Serzh" burgerlijke acties ongehoorzaamheid. Op 17 april, de dag waarop de verkiezing van de premier was gepland, wilden de demonstranten blokkeren ingangen van het gebouw van de Nationale Vergadering om tevoorkomen dat de stemming plaats zou vinden. Lijnen van oproerpolitie weerhielden hen ervan verder op te rukken naar het gebouw van de Nationale Vergadering.
Na de verkiezing van de voormalige president Serzh Sargsyan tot nieuwe premier, bleven de protesten groeien, ondanks dat honderden mensen door de politie werden vastgehouden. De premier vroeg in reactie daarop de regering om het presidentiële landhuis terug te nemen dat ze hem een paar weken eerder had gegeven. De menigte bereikte 50.000 in de nacht van 21 april, met talloze sporadische straatafsluitingen in de hoofdstad, die zich ook over het land begonnen te verspreiden.
Naarmate de drukte toenam, riep de nieuwe premier herhaaldelijk op tot gesprekken met de leider van de protestbeweging, Nikol Pashinyan, maar Pashinyan zei dat hij alleen bereid was om de voorwaarden van het aftreden van de premier te bespreken. Nadat de bijeenkomst van Pashinyan op de avond van 21 april door de Armeense president was bezocht voor een kort gesprek met Pashinyan, stemde Pashinyan ermee in de premier op 22 april om 10.00 uur te ontmoeten, waarbij hij zei dat het onderwerp het aftreden van Serzh Sargsyan zou zijn.

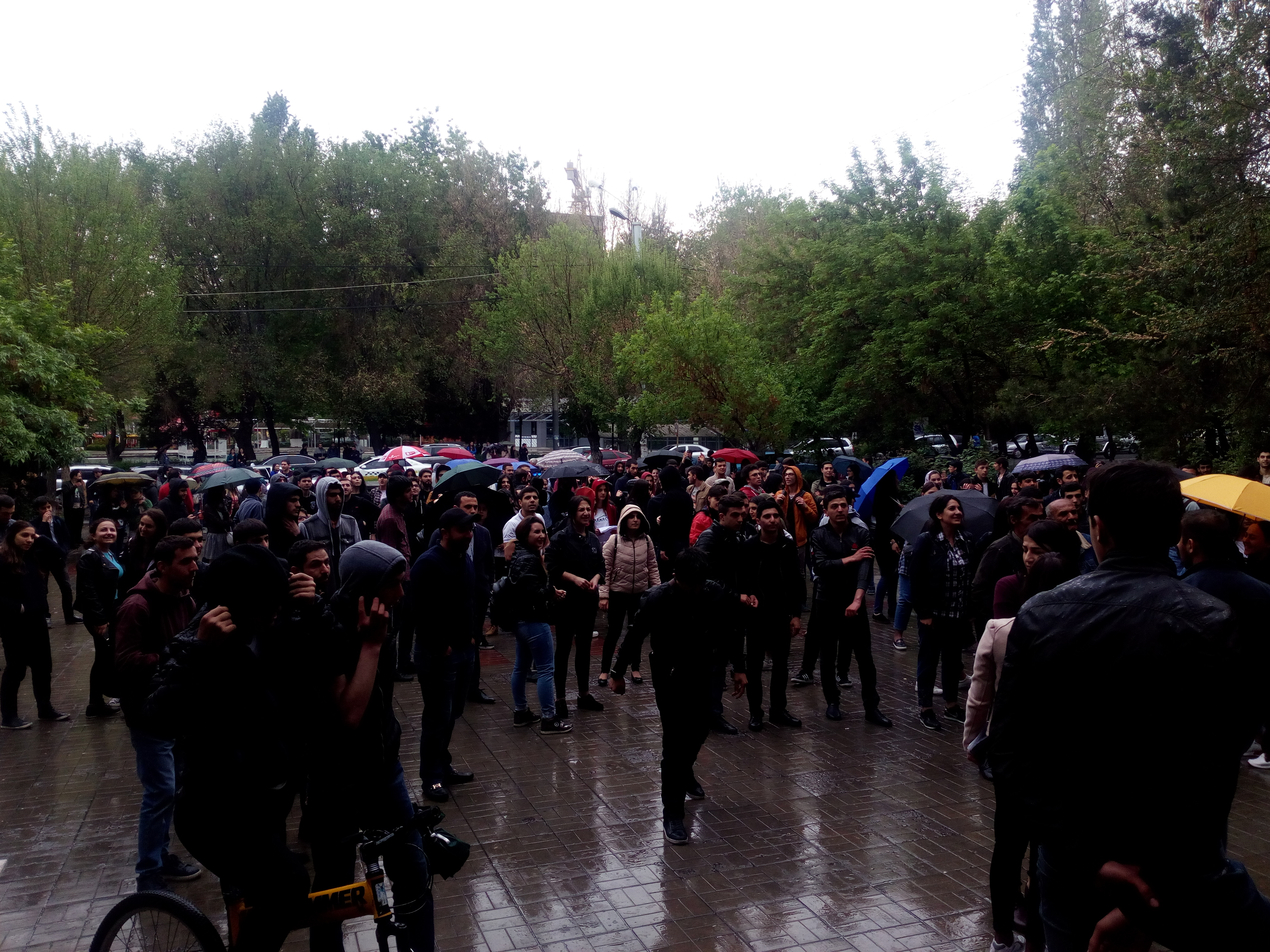
Demonstranten roepen studenten en docenten op om mee te doen aan de demonstraties

### 22 april
De bijeenkomst, die slechts drie minuten duurde, leverde niets op, waarbij Sargsyan eruit liep en de oppositie beschuldigde van 'chantage' toen Pashinyan verklaarde dat hij alleen had ingestemd met het bespreken van de voorwaarden van het aftreden van de premier en niets anders. Tijdens de bijeenkomst vroeg Sargsyan Pashinyan om niet namens het volk te spreken en geen ultimatums te stellen aan de regering, gezien de geringe steun voor zijn politieke alliantie (minder dan 10 procent van de stemmen bij de afgelopen parlementsverkiezingen). Hij waarschuwde ook dat Pashinyan niet "de lessen van 1 maart had geleerd", een verwijzing naar de demonstranten die door de politie zijn vermoord terwijl ze de geldigheid van de verkiezingsresultaten van Sargsyan's verkiezing 10 jaar eerder betwistten, wat neerkomt op een openlijke dreiging van geweld tegen de demonstranten die bijeenkomen. dagelijks in het hele land.
Onmiddellijk na de bijeenkomst leidde Pashinyan een groep supporters vanaf de plaats van de bijeenkomst bij het Plein van de Republiek tijdens een lange mars door de straten van Tigran Mets en Artsakh naar het district Erebuni, waar ze werden opgewacht door oproerpolitie en verdovingsgranaten terwijl Pashinyan werd vastgehouden en gevolgd door massale arrestaties van demonstranten, waaronder oppositiewetgevers Sasun Mikayelyan en Ararat Mirzoyan. Protesten gaan door in de hele stad. Tegen de avond waren 232 demonstranten vastgehouden of gearresteerd, en volgens Radio Free Europe / Radio Liberty kwamen tienduizenden bijeen op het Plein van de Republiek om het ontslag van premier Serzh Sargsyan te blijven eisen. De politie gaf een verklaring af waarin stond dat Pashinyan, Mikaelyan en Mirzoyan 72 uur vastzaten; strafrechtelijke vervolging kon echter alleen tegen hen worden ingediend als de door de Republikeinen gecontroleerde Nationale Vergadering hen van hun parlementaire onschendbaarheid zou ontdoen.

### 23 april
De protesten werden hervat op 23 april, waarbij mediakanalen meldden dat voormalige en huidige leden van de Armeense strijdkrachten, waaronder deelnemers aan de apriloorlog van 2016, voor het eerst aan de demonstraties hadden deelgenomen. Deze informatie werd later bevestigd door het Ministerie van Defensie.
Pashinyan werd om 15.00 uur vrijgelaten en ging rechtstreeks naar het Plein van de Republiek waar hij kort sprak en zei dat hij om 18.30 uur zou terugkeren. Om 16.30 uur had premier Serzh Sargsyan een bericht op de officiële website van de premier gepost waarin hij zijn ontslag aankondigde. Voormalig premier Karen Karapetyan volgde Sargsyan op als waarnemend premier.

### 24 april
24 april wordt gemarkeerd als de nationale herdenkingsdag van de Armeense Genocide. De demonstranten verzamelden zich massaal en liepen naar Tsitsernakaberd, het nationale genocidemonument van Armenië. Er werd die dag geen protest gehouden.

### 25 april
Pashinyan riep op 25 april op tot hernieuwde protesten nadat de besprekingen met de Republikeinse Partij waren afgelast, omdat Karapetyan weigerde de door Pashinyan gestelde voorwaarden te aanvaarden. Eerder verklaarde Pashinyan dat de Republikeinse Partij niet het recht had om de macht in Armenië te behouden en dat een "volkskandidaat" tot premier moest worden benoemd voordat er onverhoopt verkiezingen zouden worden gehouden. Hij voegde eraan toe dat de protestbeweging deze overgangspremier zou moeten benoemen, een standpunt dat door de huidige regering werd verworpen omdat het de wet zou overtreden. Demonstranten gingen de straat op om de weg naar de internationale luchthaven van Jerevan en de weg naar de grens met Georgië te blokkeren. Ondertussen verklaarden de partij Welvarende Armenië en de Armeense Revolutionaire Federatie beiden hun steun aan de beweging van Pashinyan, waarbij de laatste zich terugtrok uit de regerende coalitie. Pashinyan zwoer de protesten voort te zetten totdat hij tot premier werd benoemd.

### 26 april
Tienduizenden bleven op 26 april protesteren, hoewel Pashinyan de demonstranten vroeg om te stoppen met het blokkeren van straten. De regerende HHK-partij kondigde aan dat ze klaar was om Pashinyan te ontmoeten zonder enige voorafgaande voorwaarden, terwijl Pashinyan aanbood om met hen te onderhandelen terwijl hij erop stond dat hij premier moest worden.

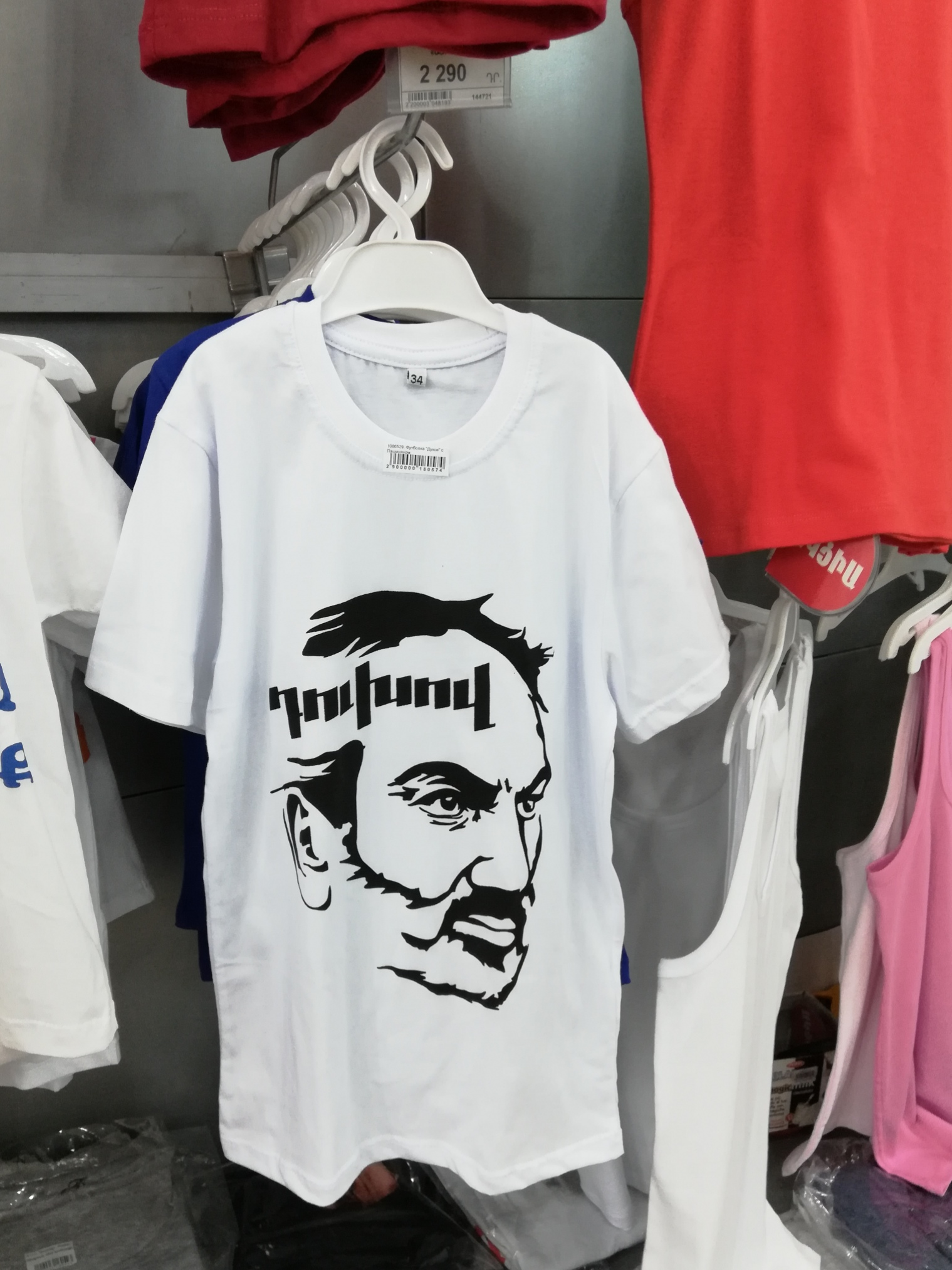
Een revolutie T-shirt met de foto van Pashinyan erop met er onder het motto 'dukhov'.

### 27 april
Pashinyan riep zijn aanhangers op om hun bijeenkomsten in Jerevan twee dagen op te schorten, terwijl hij op 27 april bijeenkomsten in Gyumri en op 28 april in Vanadzor hield. In de ochtend had hij een ontmoeting met de grotendeels ceremoniële president van Armenië, de leiders van de voormalige coalitiepartner van de regeringspartij, de ARF, en de op een na grootste fractie BHK van het Parlement.  In een interview op dezelfde dag prees de president het "Nieuwe Armenië" dat tot stand is gekomen door de protesten, en de kans op "een echte democratische staat". Ondertussen kondigde de regerende HHK-partij aan dat ze in Armenië geen regimewisseling ziet plaatsvinden.

### 28 april
Op 28 april hield Pashinyan bijeenkomsten in Vanadzor en Ijevan, terwijl de tweede en derde grootste partijen in het parlement - BHK en ARF - aankondigden dat ze zijn kandidatuur voor premier zouden steunen, en de regerende HHK-partij kondigde aan dat ze de kandidatuur van Pashinyan niet zouden blokkeren, en dat ze niet hun eigen kandidaat zouden aandragen.

### 1 mei
Het parlement hield verkiezingen voor een nieuwe premier, met oppositieleider Pashinyan als enige genomineerde, terwijl meer dan 100.000 mensen keken naar de 9 uur durende sessie die live werd uitgezonden op het Plein van de Republiek. De meerderheidspartij blokkeerde echter zijn benoeming door tegen hem te stemmen, met één uitzondering. Na de verkiezingen traden prominente Armeense zangers zoals Iveta Mukuchyan en Sona Shahgeldyan op voor het publiek en hielden ze inspirerende toespraken. Pashinyan liep naar het Plein van de Republiek en zei tegen de menigte dat ze de volgende dag moesten gaan staken en al het vervoer moesten blokkeren van 8:15 uur 's ochtends tot 5 uur' s avonds, en dan om 19:00 uur op het Plein van de Republiek bijeenkwamen voor een volgende bijeenkomst.

### 2 mei
Het land kwam tot stilstand toen talloze straten en snelwegen door het hele land vreedzaam werden geblokkeerd en veel arbeiders en bedrijven gingen staken. De belangrijkste toegangsweg naar de luchthaven werd afgesneden, sommige arbeiders staken en zelfs landovergangen werden geblokkeerd. 150.000 mensen verzamelden zich in een andere avondbijeenkomst op het Plein van de Republiek om naar de toespraak van Pashinyan te luisteren, en er werd verteld dat hem was meegedeeld dat de regerende partij vanwege de staking had besloten zijn kandidatuur te steunen in de volgende stemronde op 8 mei. De protesten werden tussentijds opgeschort.

### 8 mei
Op 8 mei stemde het parlement opnieuw over een nieuwe premier, en wederom was Nikol Pashinyan de enige kandidaat. Dit keer gaf de Republikeinse meerderheidspartij Pashinyan genoeg stemmen om te winnen met een marge van 59-42. Alle stemmen tegen Pashinyan kwamen nog steeds van de Republikeinse partij.

## Reacties
Op 4 april publiceerde Edmon Maruqyan, leider van de partij Helder Armenië, die samenwerkte met de partij Burger Contract onder leiding van Nikol Pashinyan in de partij Uitweg Alliantie, een artikel in de krant Aravot, waarin hij zijn voorkeur uitsprak voor formele middelen om de regerende coalitie tegen te gaan. In plaats van acties van burgerlijke ongehoorzaamheid.
De leider van de partij Vrij Democraten en voormalig parlementslid Khachatur Kokobelyan woonde protesten bij en sprak zijn steun uit voor de acties.
Veel culturele figuren hadden zich al solidair verklaard met de oppositiebeweging. Met name de bekende muzikant Serj Tankian van System of a Down sprak de activisten toe die de zijne verklaarden solidariteit en steun, met nadruk op de ontoelaatbaarheid van éénpartijheerschappij in Armenië. Vooral sommige organisaties uit de diaspora het Congres van Armeniërs van Europa, sprak ook zijn steun uit voor de oppositie.

### Internationale reacties
- Europese Unie: Op 24 april prees het hoofd van de EU-delegatie in Armenië het succes van de campagne voor burgerlijke ongehoorzaamheid in het land en beloofde hij een intensiever proces naar de ratificatie van de alomvattende en versterkte partnerschapsovereenkomst.
- Georgië: voormalig president van Georgië, Micheil Saakasjvili, bracht op 23 april een video uit waarin hij het Armeense volk feliciteerde met het aftreden van Sargsyan. Hij beweerde: "Vandaag heb je het volste recht om trots op jezelf te zijn, om trots te zijn op het feit dat je Armeniërs bent, de trotse mensen die de hele wereld zouden kunnen bewijzen dat ze waardigheid hebben, dat ze willen leven in normale menselijke omstandigheden, vrij van corruptie. Armenië heeft een grote toekomst; vandaag was ik er weer van overtuigd. Ik steun je, we zullen altijd bij je zijn. Goed gedaan! " Hij beweerde ook dat de beweging een" rebellie tegen Rusland "is.
- Rusland: Woordvoerster Maria Zakharova van het ministerie van Buitenlandse Zaken prees de vreedzame overgang en voegde eraan toe dat "Armenië, Rusland altijd bij je is!" Een verklaring op de officiële webpagina van het ministerie van Buitenlandse Zaken luidt: "We hopen dat de situatie zich uitsluitend op juridisch en constitutioneel gebied zal ontwikkelen en dat alle politieke krachten verantwoordelijkheid en bereidheid zullen tonen voor een constructieve dialoog. voldoen aan de fundamentele belangen van het broederlijke Armenië. "
- Verenigde Staten: Op 23 april prees de Amerikaanse ambassadeur Richard Mills de Armeense politie en anti-regeringsdemonstranten onder leiding van Nikol Pashinyan voor het vermijden van bloedvergieten tijdens hun impasse die leidde tot het aftreden van premier Serzh Sargsyan. In een verklaring van het Amerikaanse ministerie van Buitenlandse Zaken werd de hoop uitgesproken dat zijn opvolger op een transparante en constitutionele manier zal worden gekozen. De verklaring riep ook de leiders van Armenië op om "een escalatie van de situatie en alle gewelddadige acties te vermijden". Er werden protesten gehouden door Armeniërs in verschillende gemeenschappen van de Verenigde Staten, waarbij 5.000 demonstranten bijeenkwamen uit solidariteit met degenen die protesteerden in Armenië. op 22 april en andere protesten die op andere dagen worden gehouden, waaronder 8 mei.

## Gevolg
Tijdens de Wit-Russische protesten van 2020 werd de Armeense revolutie naar voren gebracht als een model voor Wit-Rusland vanwege het gebrek aan anti-Russische of pro-westerse geopolitieke oriëntatie door commentatoren zoals Carl Bildt, Anders Åslund, Ian Bremmer, Yaroslav Trofimov, Ben Judah, en anderen. De Wit-Russische journalist Franak Viačorka bekritiseerde dit idee. De Armeense minister van Buitenlandse Zaken Zohrab Mnatsakanyan verwierp ook de vergelijkingen. "Armenië volgde zijn eigen weg en het is niet helemaal correct om op basis daarvan parallellen te trekken. Het is waar dat er misschien enkele gemeenschappelijke parameters zijn, maar over het algemeen zijn dit verschillende situaties, "zei hij.

## Verder lezen
- Lanskoy, Miriam & Suthers, Elspeth. "Armenia's Fluwelen Revolutie." Journal of Democracy, vol. 30 nee. 2, 2019, blz. 85-99.